# Adam Burish
Adam Mark Burish (* 6. Januar 1983 in Madison, Wisconsin) ist ein ehemaliger US-amerikanischer Eishockeyspieler, der im Verlauf seiner aktiven Karriere zwischen 2001 und 2016 unter anderem 416 Spiele für die Chicago Blackhawks, Dallas Stars und San Jose Sharks in der National Hockey League auf der Position des rechten Flügelstürmers bestritten hat. In Diensten der Chicago Blackhawks gewann Burish im Jahr 2010 den Stanley Cup.

## Karriere
Adam Burish begann seine Karriere als Eishockeyspieler in der Saison 2001/02 bei den Green Bay Gamblers aus der United States Hockey League. Während des NHL Entry Draft 2002 wurde er in der neunten Runde als insgesamt 282. Spieler von den Chicago Blackhawks ausgewählt. In den Jahren 2002 bis 2006 spielte Burish jedoch für das Eishockeyteam der University of Wisconsin–Madison aus der National Collegiate Athletic Association. Mit der Mannschaft, in der auch Joe Pavelski, Tom Gilbert und Jack Skille spielten, gewann er 2006 die US-amerikanische College-Meisterschaft.
Im Sommer 2006 wurde der Amerikaner in den Kader von Chicagos damaligem Farmteam, die Norfolk Admirals aus der American Hockey League, aufgenommen. In der Saison 2006/07 absolvierte der Angreifer 64 Spiele für die Admirals und erzielte 21 Scorerpunkte, darunter elf Tore. In der gleichen Spielzeit gab er sein Debüt in der National Hockey League und spielte neunmal für die Blackhawks. In der Spielzeit 2007/08 spielte er ausschließlich für das NHL-Team und kam auf acht Scorerpunkte, darunter vier Tore, in 81 Spielen in der NHL. In der Saison 2009/10 war er lange Zeit verletzt, gewann aber in den Playoffs mit Chicago erstmals den Stanley Cup. Im Anschluss an diesen Erfolg unterschrieb er am 1. Juli 2010 einen Vertrag bei den Dallas Stars.
Nach zwei Jahren in Dallas schloss er sich im Juli 2012 den San Jose Sharks an und kam dort bisher unregelmäßig zum Einsatz. Die zweite Hälfte der Saison 2014/15 verbrachte er zudem auf Leihbasis bei den Chicago Wolves in der AHL. Nachdem sich der Angreifer und San Jose auf die Ausbezahlung (buy-out) seines verbleibenden Vertragsjahres einigten, entschied sich Burish für einen Wechsel nach Europa und schloss sich im Oktober 2015 dem schwedischen Erstligisten Växjö Lakers an. Im Saisonverlauf wechselte er zum Ligakonkurrenten Malmö Redhawks, bevor er seine aktive Karriere beendete.

### International
Während der Weltmeisterschaft 2008 verbuchte Burish drei Assists für die Eishockeynationalmannschaft der Vereinigten Staaten.

## Erfolge und Auszeichnungen
- 2006 NCAA Division-I-Championship mit der University of Wisconsin–Madison
- 2006 NCAA Championship All-Tournament Team
- 2010 Stanley-Cup-Gewinn mit den Chicago Blackhawks

## Karrierestatistik

### International
Vertrat die USA bei:
- Weltmeisterschaft 2008

(Legende zur Spielerstatistik: Sp oder GP = absolvierte Spiele; T oder G = erzielte Tore; V oder A = erzielte Assists; Pkt oder Pts = erzielte Scorerpunkte; SM oder PIM = erhaltene Strafminuten; +/− = Plus/Minus-Bilanz; PP = erzielte Überzahltore; SH = erzielte Unterzahltore; GW = erzielte Siegtore; 1 Play-downs/Relegation; Kursiv: Statistik nicht vollständig)